# Angolanische Nationalbank
Die Angolanische Nationalbank, (portugiesisch: Banco Nacional de Angola) ist die Zentralbank Angolas. Der Kwanza ist die Währung von Angola und wird von der Angolanischen Nationalbank emittiert. Die jährliche Inflationsrate beträgt derzeit 11,38 % (Ende 2011).
Der Hauptsitz ist an der Avenida 4 de Fevereiro, in unmittelbarer Nähe der deutschen Botschaft in Luanda. Der Gouverneur ist José Pedro de Morais Júnior. Er wurde im Januar 2015 von Staatspräsident José Eduardo dos Santos berufen.

## Geldwäscheskandal

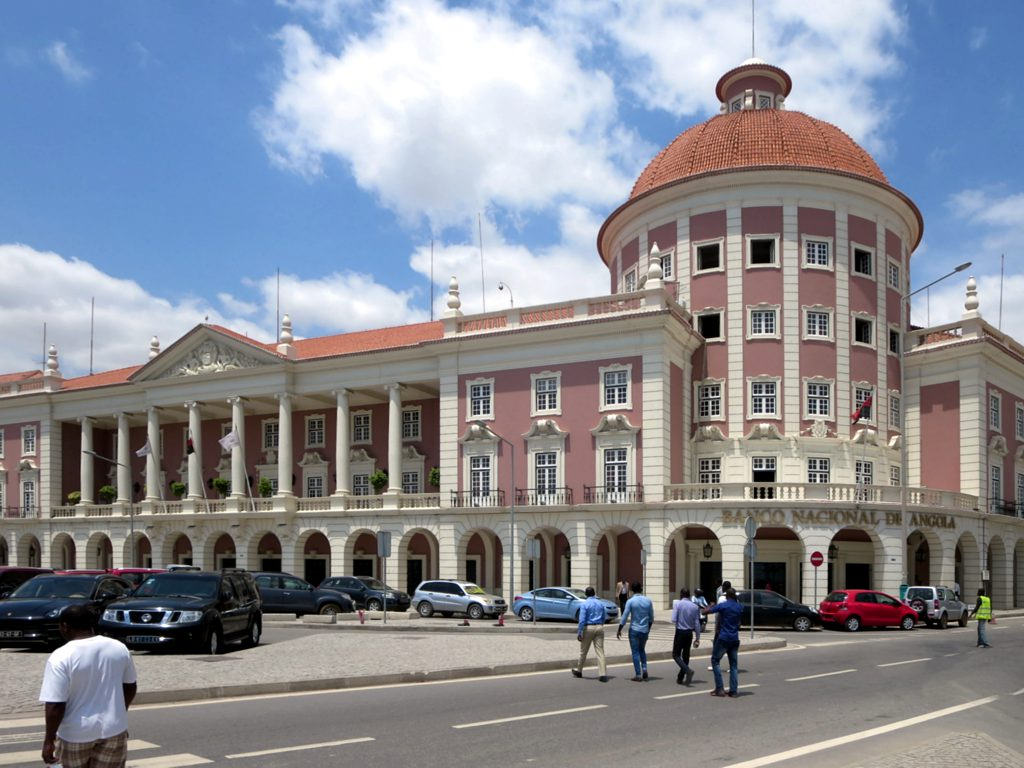
Gebäude der Angolanischen Nationalbank

Die Staatsbank war ab 2009 Opfer eines Korruptionsfalls bzw. eines Falls von Geldwäsche, als vom staatlichen Konto der BNA bei der Banco Espírito Santo in London sukzessiv bis zu 160 Mio. US-Dollar auf verschiedene Konten ins Ausland verschoben wurden. Das ging so lange gut, bis das Minimalguthaben des Staatskontos angezapft werden sollte, worauf dann die Bank die angolanischen Behörden informierte. Mit fingierten Rechnungen an die BNA sollten für importierte Produkte, die nie nach Angola geliefert wurden, oder andere völlig fiktive wie Schneepflüge Zahlungen geleistet werden. Ein Teil des Geldes ist bereits wieder sichergestellt. In diesem Zusammenhang wurden unter anderem Nobel-Limousinen sowie teure Luxusappartements in Portugal sichergestellt. Verwickelt waren portugiesische und spanische Geschäftsleute sowie verschiedene Angestellte des angolanischen Finanzministeriums und der Zentrale der BNA in Luanda, die bereits rechtskräftig in Angola verurteilt wurden. In Portugal ist noch ein Fall vor der Justiz anhängig, der des Präsidenten der Banco Espirito Santo Angola (BESA), Álvaro Sobrinho. Die portugiesischen und angolanischen Behörden werfen ihm Geldwäsche und Betrug vor. Das portugiesische Departamento Central de Investigação e Ação Penal (Zentralabteilung Ermittlung und Strafverfolgung) beschuldigt Sobrinho der Geldwäsche von 80 Millionen Euro. In diesem Rahmen wurden im Sommer 2015 Luxus-Immobilien Sobrinhos von der Staatsanwaltschaft beschlagnahmt.